# مقاطعة نوداواي (ميزوري)
مقاطعة نوداواي (بالإنجليزية: Nodaway County)‏ هي إحدى المقاطعات في ولاية ميزوري في الولايات المتحدة الأمريكية.